# Neurath (Arzfeld)
Neurath ist ein Ortsteil der Gemeinde Arzfeld im rheinland-pfälzischen Eifelkreis Bitburg-Prüm. Bis 1972 war Neurath eine eigenständige Gemeinde.

## Geographische Lage
Neurath liegt auf der zur Westeifel gehörenden Arzfelder Hochfläche. Westlich vom Ort fließt der Enzbach, ein Nebenfluss der Prüm. Zu Neurath gehört auch die außerhalb des Ortes gelegene Neurather Mühle.

## Geschichte
Der Ort gehörte bis 1794 zur Meierei Koxhausen in der Herrschaft Neuerburg, die Teil des Herzogtums Luxemburg war. Nach der Annexion der Österreichischen Niederlande, zu denen das Herzogtum Luxemburg gehörte, durch französische Revolutionstruppen wurde der Ort 1795 als eigenständige Gemeinde dem Kanton Arzfeld im Wälderdepartement zugewiesen. Aufgrund der Beschlüsse auf dem Wiener Kongress wurde 1815 das vormals luxemburgische Gebiet östlich der Sauer und der Our dem Königreich Preußen zugesprochen. Unter der preußischen Verwaltung kam Neurath 1816 zur Bürgermeisterei Arzfeld im neu errichteten Kreis Prüm im Regierungsbezirk Trier. 1843 bestand Neurath aus 25 Häusern mit 130 Einwohnern. Alle Einwohner waren katholisch, sie waren nach Arzfeld eingepfarrt. Auch schulisch gehörte Neurath zu Arzfeld.
Im Zuge der rheinland-pfälzischen Verwaltungsreform wurde die bis dahin eigenständige Gemeinde Neurath mit damals 103 Einwohnern am 1. Juli 1972 nach Arzfeld eingemeindet. 1987 zählte Neurath 95 Einwohner.

## Ehemalige Windmühle
Bis 1935 wurde in Neurath eine Windmühle betrieben. Ursprünglich stand sie zwischen Karlshausen und Koxhausen. Da sich der Standort als ungünstig erwies, verkaufte man die Mühle nach Neurath. Sie war rund 15 m hoch und bestand zum Großteil aus Holz. Mit der Einführung des elektrischen Stroms wurde der Betrieb der Mühle eingestellt. Heute sind noch die beiden Mühlsteine sowie Reste der Metallkonstruktion aus dem oberen Teil der Anlage erhalten.

## Wirtschaft und Infrastruktur

### Unternehmen
In Neurath werden ein Ferienhof sowie eine Ferienwohnung betrieben.

### Verkehr
Der Ortsteil Neurath ist durch die Kreisstraße 58 erschlossen. Auf der Bahnstrecke Pronsfeld–Neuerburg wurde der Schienenverkehr aufgegeben und ein Bahntrassenradweg gebaut.